# Confine tra Azerbaigian e Georgia
Il confine tra l'Azerbaigian e la Georgia è la linea di demarcazione internazionale di 428 km che separa i territori di questi due paesi. Comincia nel triplice confine con la Russia. Di lì corre verso ovest, dopo verso sud e segue verso est fino il triplice confine con l'Armenia.
Separa la regione georgiana di Cachezia dei distretti azeri di Balakən, Zaqatala, Qax, Samux, Tovuz e Ağstafa. Passa in prossimità di Rustavi (Georgia).

## Descrizione
Il confine inizia a ovest al triplice confine con l'Armenia e procede via terra a nord-est, tagliando il lago Jandari, prima di girare a sud-est fino alle vicinanze del bacino idrico Mingachevir dell'Azerbaigian. Quindi utilizza il fiume Alazani mentre scorre a nord-est e poi a nord-ovest, lasciando il fiume a est di Tsnori e procedendo via terra fino al triplice confine russo.

## Storia
Durante il XIX secolo la regione del Caucaso fu contesa tra l'Impero Ottomano in declino, la Persia e la Russia, che si stava espandendo verso sud. La Russia annesse formalmente il Regno georgiano orientale di Kartli e Kakheti nel 1801, seguito dal Regno georgiano occidentale di Imereti nel 1804. Nel corso del 1800 la Russia spinse la sua frontiera meridionale verso sud, a spese degli imperi persiano e ottomano. Con la guerra russo-persiana (1804-1813) e il successivo Trattato di Golestan, la Russia acquisì la maggior parte di quello che è l'attuale Azerbaigian e parti dell'odierna armena. La Russia organizzò i suoi territori, georgiano e azero, nei governatorati di Tiflis, Kutaisi, Baku ed Elizavetpol'.

Mappa dell'ex governatorato di Tiblisi, con il conteso okrug di Zatakala a est.

Dopo la rivoluzione russa del 1917, i popoli del Caucaso meridionale avevano dichiarato la Repubblica Federale Democratica Transcaucasica nel 1918 e avevano avviato colloqui di pace con gli ottomani. Disaccordi interni portarono la Georgia a lasciare la federazione nel maggio 1918, seguita poco dopo dall'Armenia e dall'Azerbaigian. Tuttavia i confini tra le tre repubbliche furono contestati. La disputa tra Azerbaigian e Georgia era incentrata sull'area dell'okrug di Zaqatala all'interno dell'ex governatorato di Tiblisi. Quando la Russia riconobbe l'indipendenza della Georgia tramite il Trattato di Mosca, ammise l'appartenenza georgiana di Zaqatala, provocando le proteste da parte del governo azero. Nel maggio 1920 fu concordato che una delimitazione sponsorizzata dalla Russia avrebbe deciso il destino dell'area. Gran parte del confine fu concordato durante i colloqui di pace tenuti il 12 giugno 1920, con la decisione su Zaqatala che doveva essere stabilità dalla commissione a guida russa.
Nel 1920 l'Armata Rossa russa invase l'Azerbaigian e l'Armenia, ponendo fine all'indipendenza di entrambi, seguita nel febbraio-marzo 1921 dalla Georgia. Il 5 luglio 1921 la Russia confermò che le sezioni non contestate del confine azero-georgiano sarebbero rimaste così com'erano, trasferendo nel mentre Zakatala all'Azerbaigian, con un accordo finalizzato dal trattato il 15 novembre 1921. Nel 1922 tutti e tre gli stati furono incorporati nella Repubblica Socialista Federativa Sovietica Transcaucasica, all'interno dell'URSS, prima di separarsi nel 1936.
Il confine divenne una frontiera internazionale nel 1991 in seguito alla dissoluzione dell'Unione Sovietica e all'indipendenza delle sue repubbliche costituenti. I lavori per la delimitazione del confine iniziarono nel 1994, ma i progressi risultarono lenti a causa delle rivendicazioni sovrapposte Parte del confine intorno al Ponte Rosso rimane minato, un'eredità della prima prima guerra del Nagorno-Karabakh negli anni '90, quando l'Azerbaigian temeva che l'Armenia avrebbe approfittato del caos e avrebbe utilizzato l'area in Georgia per lanciare attacchi sul suo territorio. Esiste una consistente minoranza azera in Georgia, concentrata soprattutto nei comuni meridionali della regione di Kvemo Kartli, così come una minoranza georgiana in Azerbaigian è concentrata soprattutto nella regione di Saingilo dove sono conosciuti come Ingiloy.

## Disputa del Monastero di David Gareja
Il sito nel complesso monastico di David Gareia, sacro per i georgiani che si trova direttamente sul confine, si è rivelato particolarmente controverso. Il monastero georgiano è diventato oggetto di una disputa sul confine poiché si trova parzialmente sul territorio dell'Azerbaigian. La disputa risale all'indomani dell'indipendenza dei due paesi dopo la dissoluzione dell'Unione Sovietica. Nel 1994, i due paesi hanno istituito una commissione per la demarcazione del confine ma senza trovare una soluzione accettabile per entrambe le parti. La Georgia sarebbe disposta a cedere dei territori in cambio, per via dell'importanza storica e culturale del monastero per i georgiani, ma l'Azerbaigian si è opposto in ragione del valore dell’area dal punto di vista militare.

## Insediamenti

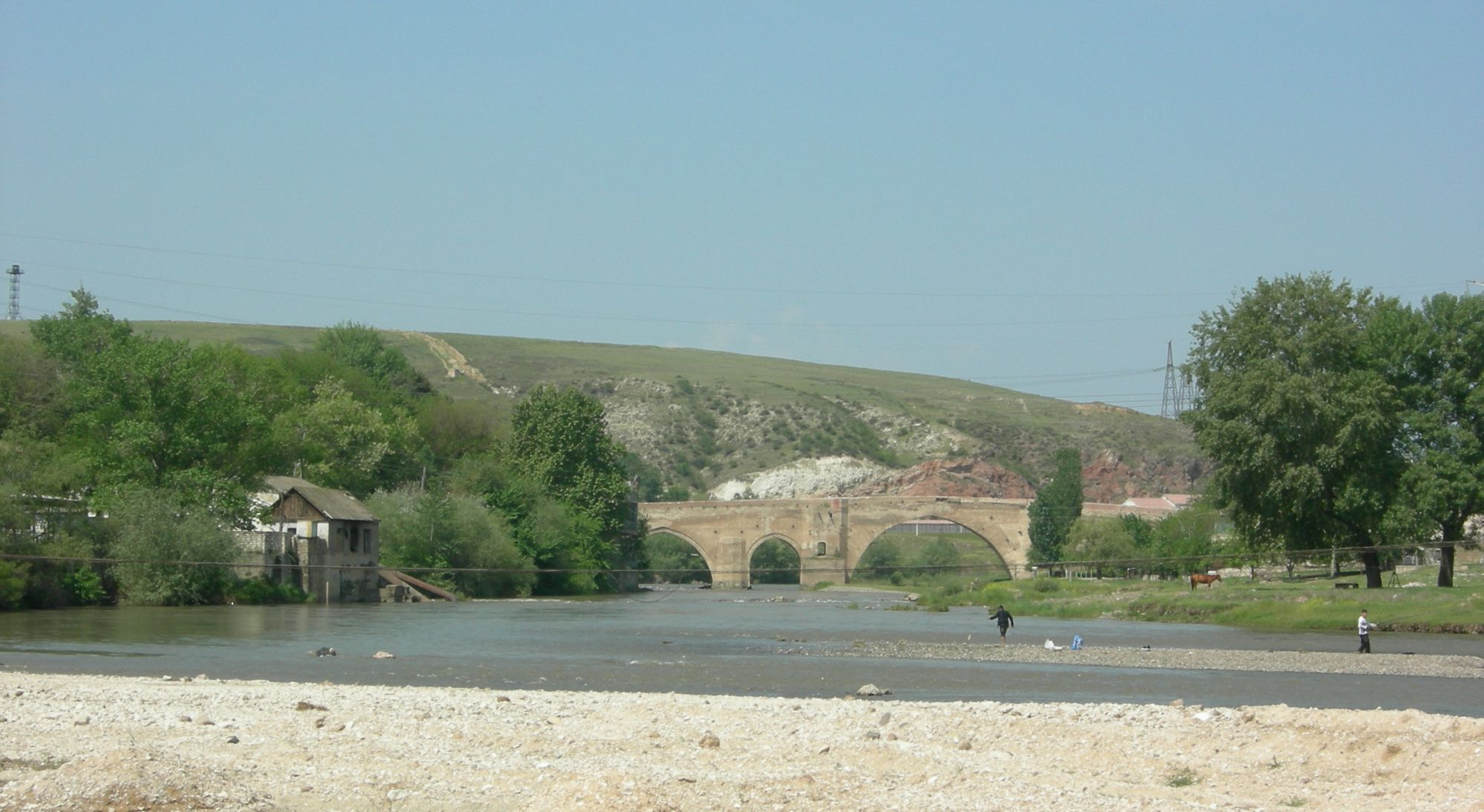
Il Ponte Rosso al confine

### Azerbaigian
- İkinci Şıxlı
- Sadıqlı
- Danaçı
- Balakən

### Georgia
- Kesalo
- Zemo-Kedi
- Kvemi-Kedi
- Vardisubani
- Karsubani
- Lagodekhi

## Attraversamenti al confine
- İkinci Şıxlı (AZE) – Tsiteli (GEO) sul Ponte Rosso[19]
- Balakən (AZE) - Lagodekhi (GEO)[19]